# Sentier Bayonne
Le sentier Bayonne ou de Bayonne est un sentier de randonnée français situé à La Réunion, sur le territoire de la commune de l'Entre-Deux. Presque entièrement protégé au sein du parc national de La Réunion, il permet d'atteindre le Dimitile en longeant le sommet d'un rempart montagneux qui borde la gorge creusée par le Bras de Cilaos.